# Флаг Партизанска
Флаг Партиза́нского городского округа Приморского края Российской Федерации.
Флаг Партизанского городского округа является официальным символом и опознавательным знаком, соответствующим установившимся традициям и составленным по правилам геральдики. Флаг Партизанского городского округа является наряду с гербом и гимном символом статуса Партизанского городского округа.
Ныне действующий флаг утверждён 30 мая 2008 года и внесён в Государственный геральдический регистр Российской Федерации с присвоением регистрационного номера 4147.

## Первый флаг

### Описание флага
Первый флаг Партизанского городского округа был утверждён 25 ноября 2005 года решением Думы Партизанского городского округа № 260. Описание флага гласило:

Флаг Партизанского городского округа представляет собой прямоугольное полотнище с отношением ширины к длине 2:3, несущее в центральной части изображение герба (гербового щита) городского округа, на двухцветном фоне — голубом и зелёном.

Геральдическое описание герба гласило: в скошенном слева зелёном и лазоревом полях щита золотое растение женьшень с красными ягодами, сопровождаемое в оконечности чёрным камнем.

### Обоснование символики
Основным элементом флага Партизанского городского округа является геральдический (гербовый) щит, имеющий установленную расцветку и конфигурацию.
Геральдический щит города Партизанска имеет два цветовых фона.
Цвета зелени и лазури символизируют надежду, радость, изобилие, а также символически отражают красоту, мягкость и величие природы юга Приморья. В центре щита расположен женьшень цвета золота.
Женьшень (кит. «жэнь» — человек, «шэнь» — дух, духовная энергия, сила) — уникальное растение юга Дальнего Востока, обладающее необычайными целительными свойствами. Его по праву называют королём южной части приморской тайги. Именно женьшень символически даёт Партизанску надежду на возрождение, исцеление, продление жизни и уверенность в изобилии, спокойствии и могуществе. Золотой цвет женьшеня символ богатства, уверенности, справедливости и великодушия.
В нижней части геральдического щита, под изображением женьшеня расположено изображение шестиугольного кристалла чёрного цвета с белыми бликами на гранях — это уголь. В конце XIX века, в результате начала добычи угля в сучанском руднике для нужд российского флота, было положено основание для рождения и роста города Сучан, позднее город переименован в Партизанск. Именно угольная промышленность долгие годы являлась для Партизанска градообразующей, и вся его трудовая слава связана с добычей угля.
Чёрный цвет кристалла — это символ благоразумия, строгости, смирения перед нелёгким шахтёрским трудом, памяти о многочисленных жизнях, окончивших свой путь в штольнях сучанских шахт. Одновременно это и уверенность в благоразумии нынешних и будущих жителей города, которые найдут способ эффективного использования природного богатства, на котором издавна стоит город Партизанск. Белые блики на гранях кристалла символизируют эту уверенность.

## Второй флаг
22 мая 2006 года, решением Думы Партизанского городского округа № 329, исходя из методических рекомендаций Геральдического совета при Президенте Российской Федерации (на флаге изображается композиция герба без гербового щита), в рисунок и описание флага были внесены изменения.

### Описание флага
Флаг Партизанского городского округа представляет собой прямоугольное полотнище с соотношением ширины к длине 2:3, разделённое диагонально на верхнее зелёное и нижнее лазоревое поле и включающее в центре фигуры герба Партизанского городского округа — женьшень и каменный уголь.

## Действующий флаг
В марте 2008 года из Геральдического совета при Президенте Российской Федерации поступил отказ на регистрацию официальных символов Партизанского городского округа в Государственном геральдическом регистре Российской Федерации.
В обоснование отказа во внесении в регистр, приводятся доводы о том, что герб Партизанского городского округа (и соответственно флаг) не соответствует некоторым геральдическим требованиям, так называемому правилу тинктур. Так в частности, если камень, символизирующий уголь, будет чёрного цвета, то поля щита должны быть золотым и серебряным, а женьшень зелёным. Цвет женьшеня и полей щита можно сохранить прежними, если изменить цвет камня на золотой.
30 мая 2008 года, решением Думы Партизанского городского округа № 29, в связи с поступившим экспертным заключением Геральдического совета при Президенте Российской Федерации по официальному символу Партизанского городского округа — гербу, признавшему необходимость внесения в него изменений, было принято новое положение о гербе округа. Одновременного, решением Думы Партизанского городского округа № 30, был изменён рисунок флага Партизанского городского округа, содержащий на фоне полотна фигуры герба Партизанского городского округа. В описание флага изменений внесено не было.

### Описание флага
Флаг Партизанского городского округа представляет собой прямоугольное полотнище с соотношением ширины к длине 2:3, разделённое диагонально на верхнее зелёное и нижнее лазоревое поле и включающее в центре фигуры герба Партизанского городского округа — женьшень и каменный уголь.

Геральдическое описание герба гласит: «В скошенном слева зелёном и лазоревом полях щита золотое растение женьшень с красными ягодами, сопровождаемое в оконечности золотым камнем».